# Philip Witte
Philipp Witte  (Hamburg, 29 juli 1984) is een voormalig Duits hockeyer. 
Witte won met de Duitse ploeg tijdens de Olympische Spelen 2008 de gouden medaille. Twee jaar later werd hij wereldkampioen.

## Erelijst
- 2005 – 4e Champions Trophy in Chennai
- 2006 –  Champions Trophy in Terrassa
- 2007 – 5e Champions Trophy in Kuala Lumpur
- 2007 – 4e Europees kampioenschap in Manchester
- 2008 – 5e Champions Trophy in Rotterdam
- 2008 –  Olympische Spelen in Peking
- 2010 –  Wereldkampioenschap in New Delhi

Sebastian Biederlack · 
Moritz Fürste · 
Tobias Hauke · 
Florian Keller · 
Oliver Korn · 
Niklas Meinert · 
Jan-Marco Montag · 
Maximilian Müller · 
Carlos Nevado · 
Max Weinhold · 
Tibor Weißenborn · 
Benjamin Weß · 
Timo Weß  · 
Philip Witte · 
Matthias Witthaus · 
Christopher Zeller · 
Philipp Zeller · 
Coach: Markus Weise